# Plutarch von Eretria
Plutarch (griechisch Πλούταρχος) war ein griechischer Tyrann, der im 4. Jahrhundert v. Chr. in der Stadt Eretria auf Euböa regierte.

## Geschichte
Plutarch regierte in Eretria nach Themison von Eretria, ohne dass völlig gesichert ist, ob er dessen unmittelbarer Nachfolger noch ob er mit diesem verwandtschaftlich verbunden war. Im Herbst 349 v. Chr. geriet Plutarch in eine Auseinandersetzung mit Kallias von Chalkis um die Vorherrschaft auf der Insel Euböa. Dabei nutzte Plutarch die Kontakte seines athenischen Freundes Meidias zu Eubulos, um ein Bündnis mit Athen gegen Chalkis zu schließen, das sich wiederum mit König Philipp II. von Makedonien verbündete. Demosthenes sprach sich zwar gegen ein athenisch-eretreisches Bündnis aus, doch wurde dennoch ein Heer unter dem Kommando des Feldherrn Phokions nach Euböa entsandt. Da man mit der Unterstützung der Bevölkerung rechnete entsandte man nur ein kleines Kontingent. Als Phokion etwa Anfang November 349 v. Chr. von Tamynai nach Eretria zog, stellte sich Kallias mit einem Heer entgegen. Außerdem führte sein Bruder Taurosthenes phokische Truppen heran und Philipp II. wurde gebeten weitere Verstärkung zu schicken.
Zusammen mit Plutarch zog sich Phokion deshalb auf einem Hügel bei Tamynai, der durch einen Wassergraben geschützt war, zurück. Als die Gegner heranrückten ordnete Phokion an erst auf sein Zeichen anzugreifen. Doch während er noch Opfer darbrachte, machte Plutarch, der glaubte Phokion scheue den Kampf, mit seinen Söldnern eine Ausfall. Auch die athenische Reiterei schloss sich dem Angriff an. Als jedoch die erste Schlachtenreihe fiel, wurden Plutarchs Truppen versprengt und flohen zusammen mit Plutarch und der Reiterei. Die pro-makedonischen Truppen glaubten den Sieg schon errungen zu haben und stürmten gegen die Befestigung des Phokion. Die athenischen Truppen machten jedoch einen Ausfall und schlugen die Feinde. Aischines, der sich unter Phokions Truppen befand, war der erste, der die erfolgreiche Schlacht nach Athen meldete. Nach dem Sieg zogen die Athener in Eretria ein und besetzten auch den Hafen Porthmos und die Burg Zaretra. Vermutlich weil Plutarch den Befehl des Phokion missachtet hatte, wurde er aus Eretria verbannt. Nachdem Phokion Eretria verlassen hatte, wurde der Feldherr Molossos dorthin entsandt. Dieser wurde jedoch von Plutarch besiegt und gegen ein Lösegeld von 50 Talenten freigekauft. Der pro-makedonischen Tyrann Kleitarchos konnte schließlich die Herrschaft über Eretria erlangen und die Stadt war letztendlich für Athen verloren. Erst 341 v. Chr. konnte Phokion Kleistarchos vertreiben und in Eretria eine Demokratie einrichten.